# À l’Olympia
À l’Olympia ist das zweite Livealbum der kanadischen Sängerin Céline Dion. Es wurde erstmals am 14. November 1994 in Frankreich veröffentlicht, einen Tag später dann auch in Kanada. Aus dem Album gab es eine Single-Auskopplung, Calling You.

## Hintergrund und Entstehung
Das Album wurde am 28. und am 29. September 1994 während eines Auftritts in der Music Hall Olympia in Paris aufgenommen. Zusammenschneiden und Mixen der Aufnahmen übernahmen Claude Lemay und Vito Luprano. In vielen wichtigen Musikmärkten wurde das Album gar nicht veröffentlicht, dennoch konnte es in einigen Ländern die Charts erreichen. Das Video zum Auftritt wurde nie veröffentlicht. Zwei bis dahin unveröffentlichte Songs sind auch auf der CD vorhanden.

## Rezeption

### Kritik
Das Album bekam von Jose F. Promis von Allmusic ein mittleres Review:

„The material sounds great live, her voice as always a technical marvel, but with three live import CDs already on the market, and with some songs repeated, this album is destined for collectors. However, the album's allure is the fact that it was recorded before she became a massive superstar (in the U.S. anyway) in the mid-to-late 1990s. The liner notes and all segues are in French.“

Vergeben wurden 2,5 Sterne.

### Chartplatzierungen und Auszeichnungen für Musikverkäufe
Das Album erreichte unter anderem in den europäischen Album-Charts Platz 60.
| Land/Region       | Auszeichnungen für Musikverkäufe (Land/Region, Auszeichnung, Verkäufe) | Verkäufe  |
| ----------------- | ---------------------------------------------------------------------- | --------- |
| Europa (IFPI)     | Platin                                                                 | 1.000.000 |
| Frankreich (SNEP) | Platin                                                                 | (300.000) |
| Kanada (MC)       | Platin                                                                 | 100.000   |
| Insgesamt         | 3× Platin ·                                                            | 1.100.000 |

Hauptartikel: Céline Dion/Auszeichnungen für Musikverkäufe

## Titelliste
1. Des mots qui sonnent – 4:15
2. Where Does My Heart Beat Now – 8:16
3. L’amour existe encore – 4:17
4. Je danse dans ma tête – 4:27
5. Calling You – 6:41
6. Elle – 3:12
7. Medley Starmania: Quand on arrive en ville / Les uns contre les autres / Le monde est stone / Naziland, ce soir on danse – 6:33
8. Le blues du businessman – 7:04
9. Le fils de superman – 4:27
10. Love Can Move Mountains – 5:25
11. Ziggy (Un garçon pas comme les autres) – 3:19
12. The Power of Love – 6:08
13. Quand on n’a que l’amour – 4:08[2]